# Улахан-Ан
Улаха́н-Ан (якут. Улахан-Аан) — село в Хангаласском улусе Республики Саха (Якутия) России. Административный центр Мальжагарского 2-го наслега.

## География
Село находится на юге центральной части Якутии, на левом берегу реки Лена, вблизи места впадения в неё реки Улахан-Ан-Юрях, на расстоянии примерно 41 км (по прямой) к юго-западу от города Покровск, административного центра улуса. Абсолютная высота — 210 м над уровнем моря.
Климат
Климат характеризуется как резко континентальный. Средняя температура воздуха самого тёплого месяца (июля) составляет 19 °C; самого холодного (января) — −40 °C. Среднегодовое количество атмосферных осадков составляет 200—350 мм.
Часовой пояс
Село Улахан-Ан находится в часовой зоне МСК+6. Смещение применяемого времени относительно UTC составляет +9:00.

## Население
| 2002 | 2010  | 2021  |
| ---- | ----- | ----- |
| 1007 | ↗1107 | ↗1354 |

Половой состав
По данным Всероссийской переписи населения 2010 года, в гендерной структуре населения мужчины составляли 51,2 %, женщины — соответственно 48,8 %.
Национальный состав
Согласно результатам переписи 2002 года, в национальной структуре населения якуты составляли 96 % из 1007 чел.

## Улицы
| - ул. А. Самсонова, - ул. Братьев Ксенофонтовых, - ул. Братьев Трофимовых, - ул. Григорьева, | - ул. Лесная, - ул. Мальжагарская, - ул. Молодёжная, - ул. Нагорная, | - ул. Новая, - ул. Складская, - ул. Советская, - ул. Ст. Ефремова. |

## Достопримечательности
В селе находится Памятник воинам-землякам, участникам Великой Отечественной войны.